# Macmillan Publishers (Vereinigte Staaten)
Macmillan Publishers mit Sitz in New York City war die 1869 gegründete und ab 1896 unabhängige US-Niederlassung der britischen Macmillan Publishers. Heute werden darunter die Verlagsaktivitäten der Verlagsgruppe Georg von Holtzbrinck von New York aus zusammengefasst, die sowohl den britischen als auch den US-amerikanischen Macmillan Verlag übernommen hat.
Die Zweigstelle wurde von dem Macmillan-Vertreter George Edward Brett ab 1869 in New York aufgebaut. 1896 übernahm seine Familie das Geschäft, das damit unabhängig vom britischen Macmillan-Verlag wurde. Die Familien waren aber befreundet.
Die US-Gruppe Macmillan wurde von Robert Maxwell erworben und 1994 an Simon & Schuster verkauft, die den Namen 1998 an die Mediengruppe Pearson weiterverkauften. Von diesen erwarb Holtzbrinck den Namen 2001 und bündelte darunter seine US-Aktivitäten.
Der Hauptsitz in New York ist im Flatiron Building.
Zu dem nun unter Holtzbrinck gebündelten Verlagsgeschäft von Macmillan gehören die St. Martin’s Press (vom britischen Macmillan Verlag  1952 für das US-Geschäft gegründet), Tor/Verge (Science Fiction, Fantasy), Farrar, Straus and Giroux, Picador (gegründet 1995, Paperback), Henry Holt, Macmillan Audio, Macmillan Children’s Publishing Group.
Auch die deutschen Verlage der Holtzbrinck-Gruppe sind bei Macmillan eingeordnet (Rowohlt, Kiepenheuer & Witsch, S. Fischer, Argon, Droemer-Knaur).